# Knölflen
Knölflen (Phalaris aquatica) är en gräsart som beskrevs av Carl von Linné. Knölflen ingår i släktet flenar, och familjen gräs. Inga underarter finns listade i Catalogue of Life.

## Bildgalleri

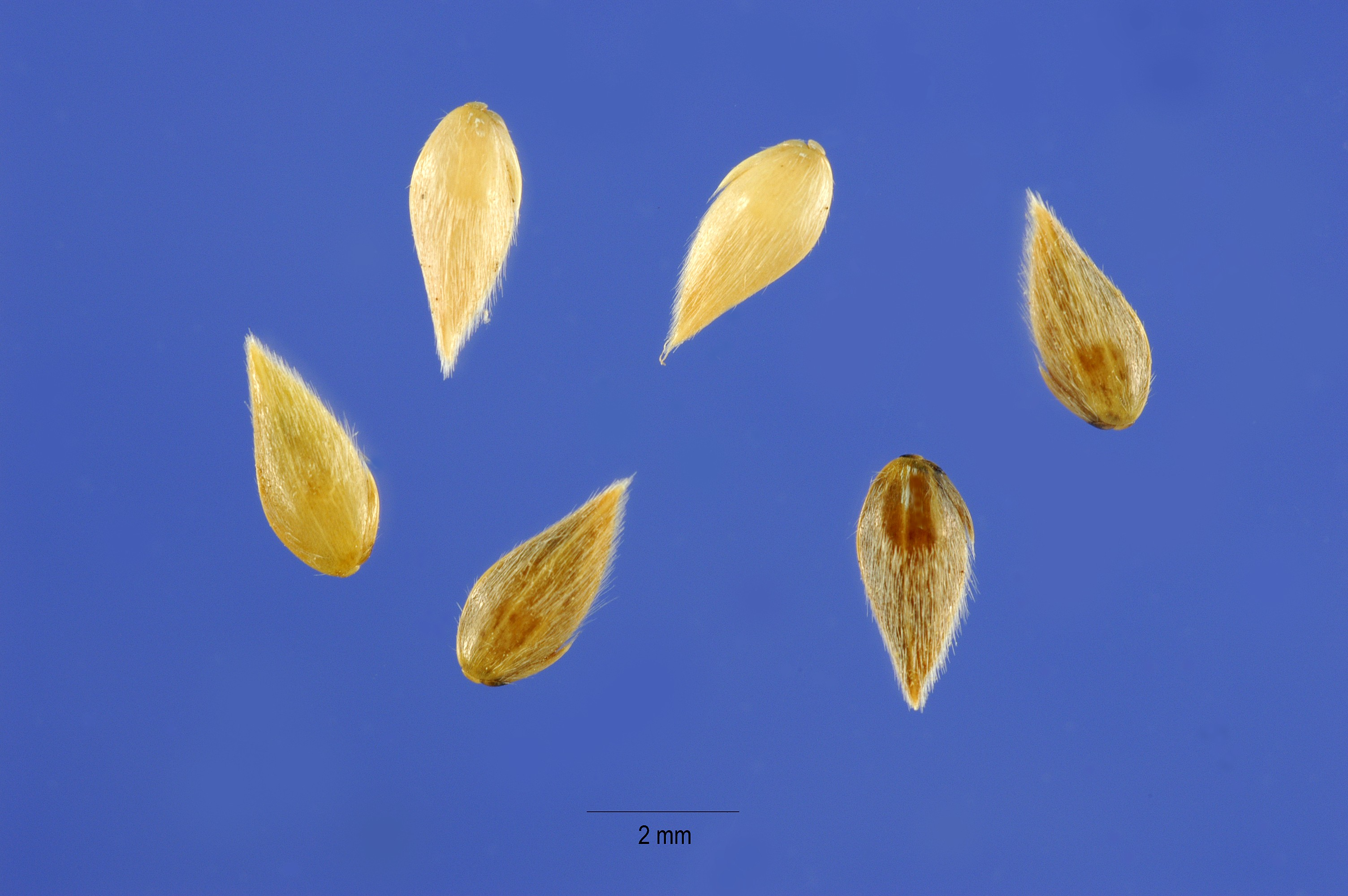
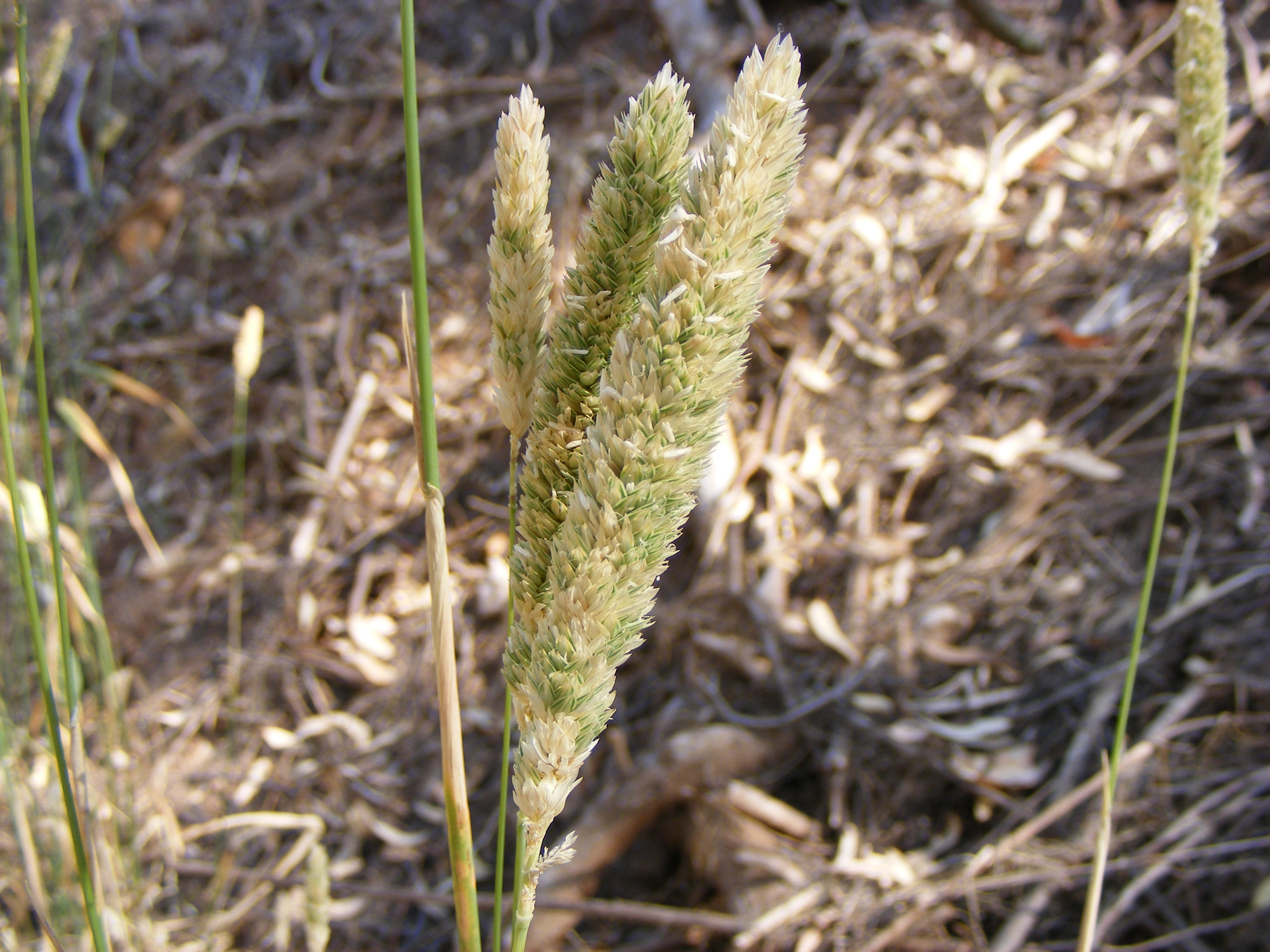
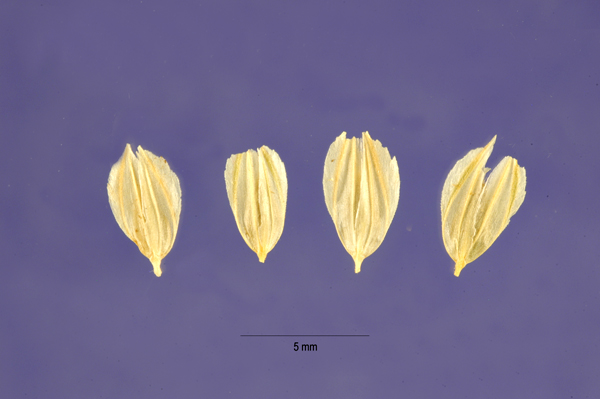
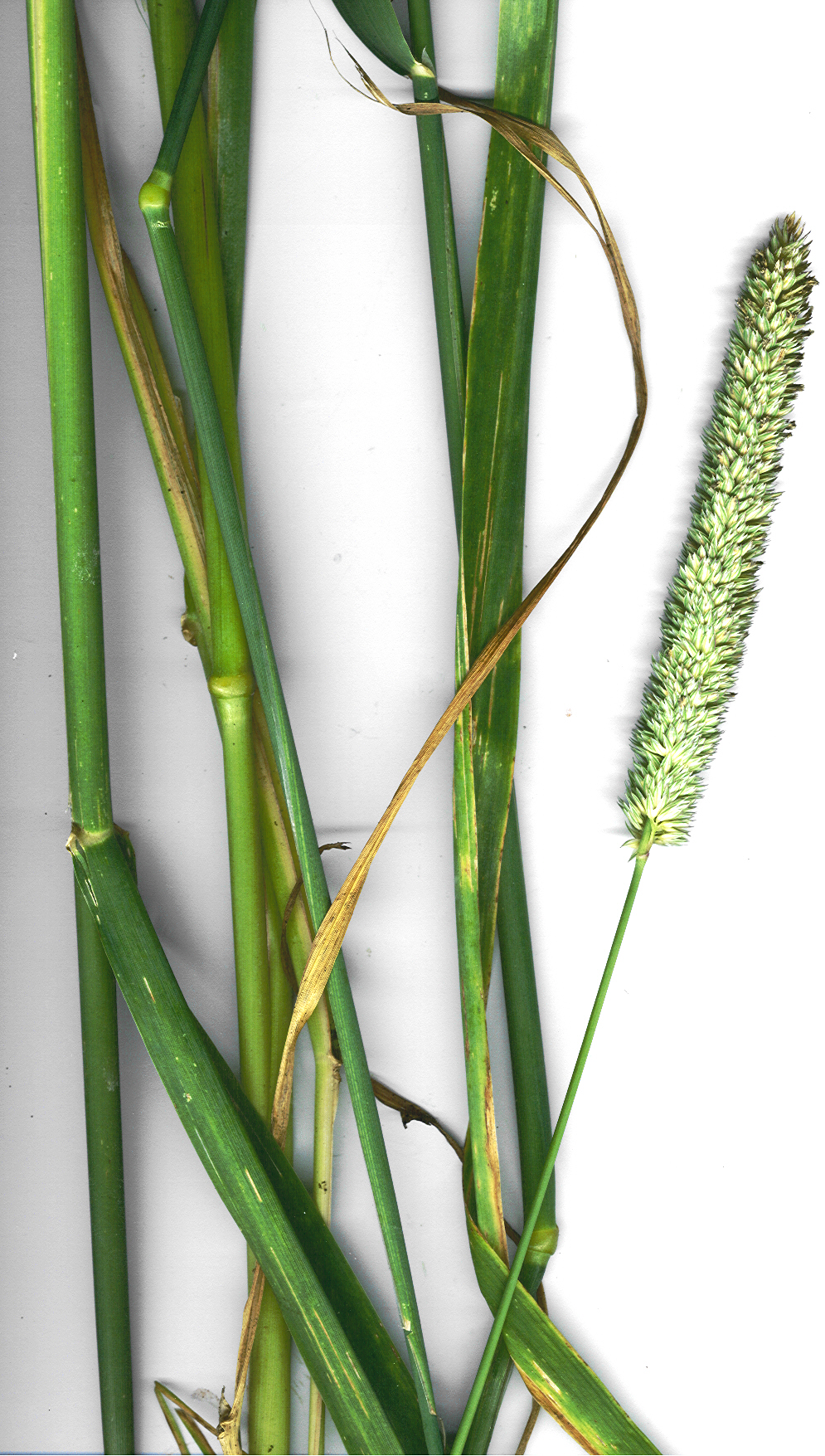